# کاپتان
کاپتان (به انگلیسی: Captan) یک ترکیب شیمیایی با شناسه پاب‌کم ۸۶۰۶ است. که جرم مولی آن ۳۰۰٫۵۹ g/mol می‌باشد. 